# Мейлен Ту
Мейлен Ту (нар. 17 січня 1978) — колишня американська професійна тенісистка. Найвища позиція в одиночному рейтингу — 35, досягнута 11 червня 2007.

## Фінали WTA Tour

### Одиночний розряд 1
| Легенда     |   |
| Grand Slam  | 0 |
| Турніри WTA | 0 |
| Tier I      | 0 |
| Tier II     | 0 |
| Tier III    | 0 |
| Tier IV & V | 1 |

| Результат | Ранг | Дата         | Турнір                 | Покриття | Опонент      | Рахунок         |
| --------- | ---- | ------------ | ---------------------- | -------- | ------------ | --------------- |
| Перемога  | 1.   | 7 січня 2001 | Окленд (Нова Зеландія) | Тверде   | Паола Суарес | 7–6(12–10), 6–2 |

### Парний розряд 10 (4–6)
| Легенда     |   |
| Grand Slam  | 0 |
| Турніри WTA | 0 |
| Tier I      | 0 |
| Tier II     | 2 |
| Tier III    | 5 |
| Tier IV & V | 3 |

| Результат | Ранг | Дата             | Турнір               | Покриття   | Партнер           | Опоненти                                    | Рахунок            |
| --------- | ---- | ---------------- | -------------------- | ---------- | ----------------- | ------------------------------------------- | ------------------ |
| Поразка   | 1.   | 21 жовтня 2001   | Братислава           | Тверде (i) | Наталі Деші       | Олена Бовіна Дая Беданова                   | 3–6 4–6            |
| Перемога  | 1.   | 10 лютого 2002   | Open GDF Suez        | Тверде (i) | Наталі Деші       | Олена Дементьєва Жанетта Гусарова           | Walkover           |
| Поразка   | 2.   | 17 лютого 2002   | Diamond Games        | Тверде (i) | Наталі Деші       | Магдалена Малеєва Патті Шнідер              | 3–6, 7–6(7–3), 3–6 |
| Перемога  | 2.   | 15 вересня 2002  | Waikoloa             | Тверде     | Марія Венто-Кабчі | Нанні де Вільєрс Селютіна Ірина Геннадіївна | 1–6, 6–2, 6–3      |
| Поразка   | 3.   | 21 жовтня 2001   | Братислава           | Тверде (i) | Наталі Деші       | Мая Матевжич Генрієта Надьова               | 4–6, 0–6           |
| Перемога  | 3.   | 15 червня 2003   | Birmingham Classic   | Трава      | Ельс Калленс      | Алісія Молік Мартіна Навратілова            | 7–5, 6–4           |
| Поразка   | 4.   | 2 листопада 2003 | Tournoi de Québec    | Килим      | Ельс Калленс      | Лі Тін Сунь Тяньтянь                        | 3–6, 3–6           |
| Перемога  | 4.   | 22 лютого 2004   | Мемфіс               | Килим      | Оса Свенссон      | Марія Шарапова Віра Звонарьова              | 6–4, 7–6(7–0)      |
| Поразка   | 5.   | 8 січня 2007     | Sydney International | Тверде     | Маріон Бартолі    | Анна-Лена Гренефельд Меган Шонессі          | 3–6, 6–3, 6–7(2–7) |
| Поразка   | 6.   | 17 червня 2007   | Birmingham Classic   | Трава      | Сунь Тяньтянь     | Чжуан Цзяжун Латіша Чжань                   | 6–7(3–7), 3–6      |